# Сан-Франсиску (Сан-Паулу)
Сан-Франсиску (порт. São Francisco)  —  муниципалитет в Бразилии, входит в штат Сан-Паулу. Составная часть мезорегиона Сан-Жозе-ду-Риу-Прету. Входит в экономико-статистический  микрорегион Жалис. Население составляет 3100 человек на 2006 год. Занимает площадь 75,317 км². Плотность населения — 41,2 чел./км².

## История
Город основан 3 мая 1958 года.

## Статистика
- Валовой внутренний продукт на 2003 составляет 24.295.824,00 реалов (данные: Бразильский институт географии и статистики).
- Валовой внутренний продукт на душу населения на 2003 составляет 8.122,98 реалов (данные: Бразильский институт географии и статистики).
- Индекс развития человеческого потенциала на 2000 составляет 0,758 (данные: Программа развития ООН).

## География
Климат местности: тропический. В соответствии с классификацией Кёппена, климат относится к категории aw.